# Vigdis Hårsaker
Vigdis Hårsaker (* 16. Juli 1981) ist eine ehemalige norwegische Handballspielerin, die zuletzt beim norwegischen Erstligisten Byåsen IL spielte.

## Karriere

### Im Verein
Hårsaker begann das Handballspielen bei Sjetne IL und wechselte im Alter von 15 Jahren zu Byåsen IL. Nachdem sie anschließend für den französischen Verein Toulon VAR HB ASCM aktiv gewesen war, kehrte sie wieder nach Byåsen zurück. Nachdem Hårsaker in der Saison 2002/03 mit 200 Treffern die Torschützenkrone der norwegischen Eliteserien gewann, wechselte sie zu Larvik HK. Mit Larvik gewann sie 2005 den Europapokal der Pokalsieger. Im selben Jahr wechselte die Linkshänderin erneut zu Byåsen IL. 2007 stand Hårsaker mit Byåsen im Finale des Europapokals der Pokalsieger, scheiterte hier jedoch am rumänischen Verein CS Râmnicu Vâlcea. In der Saison 2009/10 war sie neben ihrer Spielertätigkeit gleichzeitig Assistenztrainerin bei Byåsen. Anschließend beendete sie ihre Karriere. Nachdem Byåsen IL im Januar 2014 verletzungsbedingt auf mehrere Spielerinnen verzichten musste, wurde ihr nochmals ein Vertrag angeboten, jedoch lehnte die berufstätige Mutter aus Zeitmangel ab.

### In der Nationalmannschaft
Hårsaker absolvierte 133 Partien für die norwegischen Mannschaft. Mit der norwegischen Auswahl gewann sie 2004 die Europameisterschaft. 2001 und 2007 wurde sie Vizeweltmeisterin.

### Trainertätigkeit
Hårsaker kehrte nach ihrem Karriereende zu ihrem Jugendverein Sjetne IL zurück, bei dem sie als Jugendtrainerin tätig ist. Weiterhin gehört sie dem Vorstand der Handballabteilung des Vereins an.